# Heteroconis angustipennis
Heteroconis angustipennis är en insektsart som beskrevs av Monserrat 1982. Heteroconis angustipennis ingår i släktet Heteroconis och familjen vaxsländor. Inga underarter finns listade i Catalogue of Life.